# Дусыково
Дусыково (удм. Дусыгурт) — деревня в Ярском районе Удмуртии, входит в состав Ворцинского сельского поселения.

## География
Деревня расположена на высоте 172 м над уровнем моря.

### Часовой пояс
Деревня Дусыково, как и вся Удмуртская Республика, находится в часовой зоне МСК+1. Смещение применяемого времени относительно UTC составляет +4:00.

## Население
| 2010 | 2012 |
| ---- | ---- |
| 12   | ↘11  |

## Улицы
В деревне имеются две улицы: Логовая и Майская.